# خط طول 110° غرب
خط طول 110° غرب هو أحد خطوط الطول الجغرافية، والتي تمتد من القطب الشمالي الجغرافي إلى القطب الجنوبي الجغرافي، وحسب التحويل الزمني يتأخر خط طول 110° غرب عن خط غرينتش بـ7 ساعات و20 دقيقة.

## من القطب إلى القطب
ينطلق خط طول 110° غرب من القطب الشمالي نحو القطب الجنوبي مرورا بالمناطق التي ترد في الجدول التالي:
| الإحداثيات                           | البلد أو الإقليم أو البحر | ملاحظات |
| ------------------------------------ | ------------------------- | --- |
| 90°0′N 110°0′W / 90.000°N 110.000°W  | المحيط المتجمد الشمالي    | |
| 78°41′N 110°0′W / 78.683°N 110.000°W | كندا                      | الأقاليم الشمالية الغربية / نونافوت border — Borden Island |
| 78°19′N 110°0′W / 78.317°N 110.000°W | Wilkins Strait            | |
| 78°7′N 110°0′W / 78.117°N 110.000°W  | كندا                      | الأقاليم الشمالية الغربية / نونافوت border — Mackenzie King Island |
| 77°55′N 110°0′W / 77.917°N 110.000°W | Unnamed waterbody         | |
| 76°28′N 110°0′W / 76.467°N 110.000°W | كندا                      | الأقاليم الشمالية الغربية / نونافوت border — جزيرة ميلفيل |
| 76°14′N 110°0′W / 76.233°N 110.000°W | Eldridge Bay              | |
| 75°54′N 110°0′W / 75.900°N 110.000°W | كندا                      | الأقاليم الشمالية الغربية / نونافوت border — جزيرة ميلفيل (لحوالي 2 km) |
| 75°53′N 110°0′W / 75.883°N 110.000°W | Sabine Bay                | |
| 75°33′N 110°0′W / 75.550°N 110.000°W | كندا                      | الأقاليم الشمالية الغربية / نونافوت border — جزيرة ميلفيل |
| 74°50′N 110°0′W / 74.833°N 110.000°W | Parry Channel             | شعبة فيكونت ملفيل ساوند [لغات أخرى]‏ |
| 72°59′N 110°0′W / 72.983°N 110.000°W | كندا                      | الأقاليم الشمالية الغربية / نونافوت border — جزيرة فيكتوريا (كندا) نونافوت — من 70°0′N 110°0′W / 70.000°N 110.000°W on جزيرة فيكتوريا (كندا) |
| 68°37′N 110°0′W / 68.617°N 110.000°W | خليج كورونيشن             | |
| 68°6′N 110°0′W / 68.100°N 110.000°W  | كندا                      | نونافوت — Jameson Islands و the mainland الأقاليم الشمالية الغربية — من 65°10′N 110°0′W / 65.167°N 110.000°W, مرورا عبر the بحيرة جريت سليف ساسكاتشوان — من 60°0′N 110°0′W / 60.000°N 110.000°W, مرورا عبر بحيرة أثاباسكا, around 400m شرقي ألبرتا border |
| 49°0′N 110°0′W / 49.000°N 110.000°W  | الولايات المتحدة          | مونتانا وايومنغ — من 45°1′N 110°0′W / 45.017°N 110.000°W يوتا — من 41°1′N 110°0′W / 41.017°N 110.000°W أريزونا — من 37°0′N 110°0′W / 37.000°N 110.000°W                                                                                                   |
| 31°20′N 110°0′W / 31.333°N 110.000°W | المكسيك                   | ولاية سونورا |
| 27°4′N 110°0′W / 27.067°N 110.000°W  | خليج كاليفورنيا           | |
| 24°8′N 110°0′W / 24.133°N 110.000°W  | المكسيك                   | ولاية باخا كاليفورنيا سور |
| 22°53′N 110°0′W / 22.883°N 110.000°W | المحيط الهادئ             | |
| 60°0′S 110°0′W / 60.000°S 110.000°W  | المحيط الجنوبي            | |
| 74°27′S 110°0′W / 74.450°S 110.000°W | القارة القطبية الجنوبية   | المطالب الإقليمية بالقارة القطبية الجنوبية — مرورا عبر the Walgreen Coast of أرض ماري بيرد |